# 마친드라 FC
마친드라 FC는 네팔의 축구단이다. 현재 마티어스 메모리얼 A 디비전 리그에 참가하고 있다.

## 우승
- 마티어스 메모리얼 A 디비전 리그: 2019-20

## 선수 명단

### 현역
- 비말 마가르(2020 ~ )

### 역대
틀:마친드라 FC 선수 명단
틀:마티어스 메모리얼 A 디비전 리그